# Vidjekroken
Vidjekroken är en sjö i Malung-Sälens kommun i Dalarna och ingår i Dalälvens huvudavrinningsområde. Sjön är 10,3 meter djup, har en yta på 0,14 kvadratkilometer och befinner sig 491 meter över havet. Vid provfiske har abborre, lake och öring fångats i sjön.

## Delavrinningsområde
Vidjekroken ingår i det delavrinningsområde (676204-135438) som SMHI kallar för Ovan 676042-135676. Medelhöjden är 517 meter över havet och ytan är 8,79 kvadratkilometer. Det finns inga avrinningsområden uppströms utan avrinningsområdet är högsta punkten. Årtvallen som avvattnar avrinningsområdet har biflödesordning 4, vilket innebär att vattnet flödar genom totalt 4 vattendrag innan det når havet efter 442 kilometer. Avrinningsområdet består mestadels av skog (66 procent) och sankmarker (24 procent). Avrinningsområdet har 0,14 kvadratkilometer vattenytor vilket ger det en sjöprocent på 1,5 procent.